# Cristianismo espiritual
A expressão "Cristianismo Espiritual" (em russo: духовное христианство) refere-se a grupos dissidentes da Igreja Ortodoxa Russa. Provavelmente tiveram início com a ação de missionários oriundos no exterior, mas incorporaram aspectos da cultura local, resultando em comunidades intencionais de caráter religioso
Esses grupos heterodoxos rejeitaram observâncias rituais e externas, acreditando na revelação direta de Deus ao homem interior. Os Molocanos eram o maior e mais organizado de muitos grupos cristãos espirituais que viviam no Império Russo.

## História
No Século XI, cerca de 200.000 cristãos turcos, que viviam de carne e leite, se converteram ao cristianismo nestoriano. Essa conversão foi facilitada, pois os nestorianos não observavam a proibição do consumo de leite por cerca de duzentos dias por ano, como era imposto pela Igreja Ortodoxa Russa.
No século XIII, muitos desses turcos ingressaram em território russo, por ocasião das invasões tártaras, e acabaram influenciando cristãos russos que exerciam atividades agropastoris a não observar a referida proibição.
Entre os séculos XV e XVI surgiram grupos judaizantes. Matvei Simyonich Dalmatov (Матвей Семенович Далматов), um dos líderes desses grupos, foi executado em uma roda da morte, sendo considerado um mártir por seus seguidores. 
O historiador Pavel Milyukov descreveu as origens do grupo até darem origem aos Doukhobors, que foram registrados pela primeira vez em 1800, mas que tinham origens anteriores. Milyukov acreditava que o movimento refletia desenvolvimentos entre os camponeses russos semelhantes àqueles que deram origem à Guerra dos Camponeses Alemães (1521-1525). Muitos cristãos espirituais adotaram crenças igualitárias e pacifistas.
O governo russo deportou alguns grupos para o exílio interno na Ásia Central. Cerca de um por cento escapou da repressão ao emigrar, entre 1898 e 1930, para a América do Norte, formando uma diáspora que se dividiu em muitos subgrupos.

## Crenças
Os cristãos espirituais acreditam que:
- a validade da observância da lei de Deus por um indivíduo foi prejudicada quando a religião se institucionalizou;
- Jesus Cristo promoveu a Nova Aliança de Jeremias, por meio do sacrifício de sua vida para iniciar a Era Messiânica;
- a interpretação espiritual comunitária das escrituras deve prevalecer sobre as observâncias literais da lei bíblica, de modo que essa interpretação deve ser compreendidas e respeitadas por todos na comunidade.

Desse modo:
- adotaram uma abordagem inclusiva do cristianismo que abrange todos os aspectos relevantes da experiência humana coletiva;
- rejeitaram a hierarquia eclesial burocrática, abolindo a divisão em leigos e clérigos, entretanto algumas igrejas cristãs espirituais modernas adotaram doutrinas que reduziram a flexibilidade adotadas no início do movimento.

## Divisões
Entre as seitas consideradas praticantes do Cristianismo Espiritual estão os Doukhobors, os Maksimisties, os Molocanos, os Subbotniks, os Prygunies (Jumpers), os Khlysts, os Skoptsies, os Ikonobortsies e os Zhidovstvuyushchiyes (Жидовст).
Essas seitas costumam ter noções radicalmente diferentes de "espiritualidade" e práticas. O denominador comum é que eles buscavam a Deus em "Espírito e Verdade" ( Evangelho de João 4:24), e não na Igreja Ortodoxa Russa ou na Igreja dos Ortodoxa dos Antigos Rituais. O ditado deles era "A igreja não está dentro de toras, mas dentro de costelas". O movimento teve a simpatia de escritores como Tolstói e Nikolai Leskov.